# Condado de Altamira
El condado de Altamira es un título nobiliario español, creado el 13 de marzo de 1455 por el rey Enrique IV de Castilla a favor de Lope Sánchez de Ulloa y Moscoso, señor de las casas de Altamira.
Elevado a la Grandeza de España el 31 de octubre de 1613 por el rey Felipe III a favor de Lope de Moscoso Osorio, V conde de Altamira.
La fecha de creación comúnmente aceptada (Diputación de la Grandeza) es la de 1455, aunque no se puede asegurar como cierta sin alguna duda ya que algunos historiadores sostienen que se creó con anterioridad por Juan II de Castilla y hay quien data la creación en fecha posterior, concretamente en 1475 por Isabel I de Castilla. La sucesión es agnaticia.

## Denominación
La denominación de Altamira hace referencia a la fortaleza de Altamira, cerca de Brión, en Galicia, donde los señores de Altamira poseían un castillo que fue cabeza de sus primitivos estados y desde donde gobernaban también el condado de Trastámara.

## Antecedentes
Lope Sánchez de Ulloa y Moscoso mantuvo repetidos enfrentamientos con su rival el arzobispo de Santiago de Compostela, el poderoso Alonso II de Fonseca, al que por fin derrotó y a partir de entonces se intituló conde de Altamira, ya que hasta entonces solo usaba la denominación de vizconde de Finisterre, siendo en 1455 cuando Enrique IV de Castilla legaliza el título de conde de Altamira, dando así origen a una de las más grandes familias de la nobleza gallega, llegando a rivalizar con las otras familias gallegas como los condes de Lemos y los condes de Monterrey.
En 1772 los condes de Altamira, poseedores ya de numerosos e importantes ducados, marquesados, condados, etc. encargaron al arquitecto Ventura Rodríguez la construcción de un fastuoso palacio en Madrid que iba a rivalizar con el mismísimo palacio real que este arquitecto había construido para el rey Carlos III, pero la alta nobleza del momento no veía con buenos ojos que se construyera un palacio muy superior a los que ellos poseían. De esta misma opinión era Carlos IV, que no podía consentir un palacio que rivalizase con el palacio real, por lo que obligó a Ventura Rodrígez a modificar el proyecto. El palacio se terminó en 1887, por el arquitecto Mariano Belmás, notablemente empequeñecido, pasando después por diferentes etapas y llegando hasta nuestros días en un estado poco saludable. Hoy está ocupado por oficinas y sedes de empresas y sigue siendo, a pesar de todo un edificio emblemático de Madrid, situado en la actualmente llamada calle de Flor Alta, número 8.
El condado de Altamira, junto a otros muchos títulos nobiliarios, ha estado unido a los apellidos Osorio y Moscoso durante más de cuatro siglos, desde el siglo XV en que se unieron definitivamente, hasta que en la primera mitad del siglo XX, se interrumpe la sucesión por línea de varón y pasan a ser ostentados por otras familias. En el caso concreto del condado de Altamira, esto se produce en 1936 con Gerardo Osorio de Moscoso y Reynoso, que es el último de dicho apellido, en ostentar el título, pasando a ser llevado por miembros de apellido Barón, en donde permanece actualmente.

## Condes de Altamira
|                                     | Titular                                                | Periodo                             |
| Creación por Enrique IV de Castilla | Creación por Enrique IV de Castilla                    | Creación por Enrique IV de Castilla |
| ----------------------------------- | ------------------------------------------------------ | ----------------------------------- |
| I                                   | Lope Sánchez de Ulloa y Moscoso                        | 1455 o 1475-1504                    |
| II                                  | Rodrigo de Moscoso Osorio                              | 1504-ca. 1510                       |
| III                                 | Lope de Moscoso Osorio y Andrade                       | ca.1510-1550                        |
| IV                                  | Rodrigo de Moscoso Osorio y Álvarez de Toledo          | d. 1550-1572                        |
| V                                   | Lope de Moscoso Osorio y Castro                        | 1572-1636                           |
| VI                                  | Gaspar de Moscoso Osorio y Sandoval                    | 1636-antes de 1669                  |
| VII                                 | Luis Hurtado de Mendoza                                | antes de 1669-1698                  |
| VIII                                | Antonio Gaspar de Moscoso Osorio y Aragón              | 1698-1725                           |
| IX                                  | Ventura Osorio de Moscoso y Guzmán Dávila y Aragón     | 1725-1734                           |
| X                                   | Ventura Osorio de Moscoso y Fernández de Córdoba       | 1734-1776                           |
| XI                                  | Vicente Joaquín Osorio de Moscoso y Guzmán             | 1776-1816                           |
| XII                                 | Vicente Isabel Osorio de Moscoso y Álvarez de Toledo   | 1816-1837                           |
| XIII                                | Vicente Pío Osorio de Moscoso y Ponce de León          | 1837-1864                           |
| XIV                                 | José María Osorio de Moscoso y Carvajal                | 1864-1881                           |
| XV                                  | Francisco de Asís Osorio de Moscoso y Borbón           | 1881-1924                           |
| XVI                                 | Francisco de Asís Osorio de Moscoso y Jordán de Urríes | 1924-1928                           |
| XVII                                | Gerardo Osorio de Moscoso y Reynoso                    | 1928-1936                           |
| XVIII                               | Leopoldo Barón y Osorio de Moscoso                     | 1940/20 de mayo de 1955-1974        |
| XIX                                 | Gonzalo Barón y Gavito                                 | 1976-actual titular                 |

## Historia de los condes de Altamira

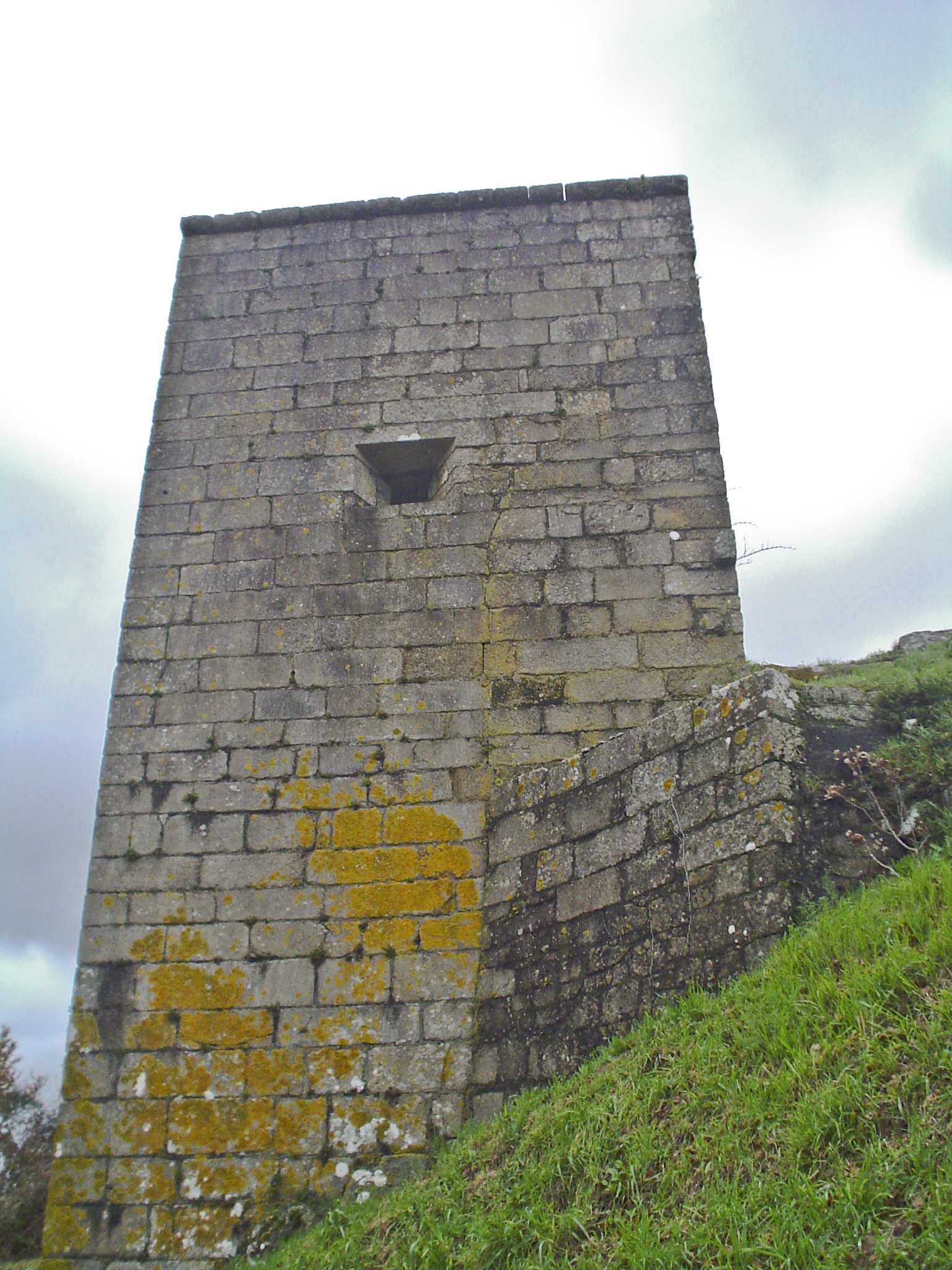
Torre de Altamira

- Lope Sánchez de Ulloa y Moscoso (m. 4 de marzo de 1504), I conde de Altamira,[2] señor de las casas de Altamira. Era hijo de Inés de Moscoso y Castro, señora de las casas de Altamira y de Monterrey y de su marido Vasco Sánchez de Ullóa, señor de Ullóa y Monterroso. Era nieto por parte materna de Rodrigo de Moscoso y Limia, señor de las casas de Altamira y Monterrey y de Juana de Castro, hija a su vez de Alonso de Castro, I señor de Castroverde.

Casó, en primeras nupcias con Aldonza de Mendoza, hija de Fernán Matheos y de Mayor de Mendoza. Sin sucesión de este matrimonio. Posteriormente casó con Constanza das Mariñas, señora de Oseiro, Suevos, Valdemeis, Erboedo, Meirama y del coto de Bergando, hija de Gómez Pérez das Mariñas, señor das Mariñas, dos Condes, cotos de San Vicente, Sergude, etc. Tampoco hubo sucesión en este matrimonio, por lo que le sucedió su primo:
- Rodrigo de Moscoso Osorio y Álvarez Osorio (m. después del 15 de enero de 1510), II conde de Altamira,[2] señor de la casa de Moscoso, hijo de Urraca de Moscoso y Castro y Pedro Álvarez Osorio. Tomó parte en la guerra de Orán a las órdenes del cardenal Cisneros.

Contrajo matrimonio después del 1 de diciembre de 1488 con Teresa de Andrade das Mariñas, hija de Diego de Andrade y Moscoso (- 1492), señor de Andrade, VII señor de Puentedeume, Villalba y Ferrol, I conde de Villalba, y de su esposa María das Mariñas y Haro (pariente de la primera esposa del I conde de Altamira), y hermana del II conde de Villalba y I conde de Andrade. Le sucedió su hijo:
- Lope de Moscoso Osorio y Andrade (m. 1550), III conde de Altamira.[2]

Casó con Ana de Toledo y Osorio (m. 21 de marzo de 1549), hija de Pedro Álvarez de Toledo y Zúñiga, virrey de Nápoles y de María Osorio Pimentel, II marquesa de Villafranca del Bierzo, y hermana de Leonor Álvarez de Toledo y Osorio, esposa de Cosme I de Médici, duque de Florencia y gran duque de Toscana. Le sucedió su hijo:
- Rodrigo de Moscoso Osorio y Álvarez de Toledo (m. 12 de mayo de 1572),  IV conde de Altamira.[2]

Casó antes del 11 de junio de 1554 con su prima segunda Isabel de Castro y Andrade, hija de Fernando Ruiz de Castro y Portugal, I marqués de Sarria y IV conde de Lemos y de Teresa de Andrade Zúñiga y Ulloa. Le sucedió su hijo:
- Lope de Moscoso Osorio y Castro (m. 15 de septiembre de 1636), V conde de Altamira,[4] señor de la casa de Moscoso.

Contrajo matrimonio con Leonor de Sandoval Rojas y Borja, hija de Francisco de Sandoval y Rojas, IV marqués de Denia y III conde de Lerma, y de Isabel de Borja y Castro, hija del IV duque de Gandía. Le sucedió su hijo:
- Gaspar de Moscoso Osorio y Sandoval (m. antes del 4 de diciembre de 1669), VI conde de Altamira.[5]

Casó con Antonia de Mendoza y Portocarrero, III marquesa de Almazán y VII condesa de Monteagudo de Mendoza. Su hijo Lope Hurtado de Mendoza y Moscoso, IV marqués de Almazán y VIII conde de Monteagudo de Mendoza casó con Juana de Rojas y Córdoba V marquesa de Poza, que a su vez tuvieron a Gaspar de Mendoza y Moscoso (1631-1664), V marqués de Almazán, IX conde de Monteagudo de Mendoza y VI marqués de Poza, que casó con Inés Messía de Guzmán Spínola, hija de Diego Messía Felípez de Guzmán I marqués de Leganés que tuvieron un hijo, Luis, que fue el heredero del condado de Altamira, que era por tanto bisnieto del VI conde:
- Luis Hurtado de Mendoza (m. 23 de agosto de 1698), VII conde de Altamira,[5] VI marqués de Almazán, X conde de Monteagudo de Mendoza, VII marqués de Poza, VI conde de Lodosa. Fue embajador de España en Roma.

Casó, en primeras nupcias el 2 de febrero de 1673, con Mariana de Benavides Ponce de León, hija de Luis de Benavides Carrillo, V marqués de Frómista, III marqués de Caracena y conde de Pinto, y de Catalina Ponce de León y Aragón, hija de Rodrigo Ponce de León IV duque de Arcos. Contrajo un segundo matrimonio el 12 de noviembre de 1684 con Ángela de Aragón y Benavides, Camarera mayor de palacio, hija de Raimundo Folch de Cardona y Aragón, VII duque de Cardona. Le sucedió su hijo de su segundo matrimonio:
- Antonio Gaspar de Moscoso Osorio y Aragón (m. 3 de enero de 1725), VIII conde de Altamira,[5] VII marqués de Almazán, XI conde de Monteagudo de Mendoza, VII conde de Lodosa, VII marqués de Poza, III marqués de Morata de la Vega, V duque de Sanlúcar la Mayor, IV marqués de Leganés, VI conde de Arzarcóllar. Fue el influyente Sumiller de Corps de los reyes  Felipe V y  Luis I.

Casó el 13 de febrero de 1707 con Ana Nicolasa Osorio de Guzmán y Dávila, XIII marquesa de Astorga, y otros títulos, hija de Melchor Francisco de Guzmán Dávila Osorio, XII marqués de Astorga, VI de Velada, IV de San Román (antigua denominación), V de Villamanrique, IX de Ayamonte, XIII conde de Trastámara, de Santa Marta de Ortigueira XIC conde de Nieva, V conde de Saltés, señor de Villalobos, y de su mujer Mariana de Córdoba, hija de Luis Ignacio Fernández de Córdoba y Aguilar VI marqués de Priego y VI duque de Feria. Le sucedió su hijo:
- Ventura Osorio de Moscoso y Guzmán Dávila y Aragón (m. 29 de marzo de 1734), IX conde de Altamira,[5] VIII duque de Sanlúcar la Mayor, VI duque de Medina de las Torres, VIII marqués de Almazán, IX marqués de Poza, IV marqués de Morata de la Vega, V marqués de Mairena, X marqués de Ayamonte, etc.

Casó el 10 de diciembre de 1731 con Buenaventura Fernández de Córdoba y Cardona, XI duquesa de Sessa, XI duquesa de Terranova, XI duquesa de Santángelo, X duquesa de Andría, IX duquesa de Baena, XX vizcondesa de Iznájar, etc. Le sucedió su hijo:
- Ventura Osorio de Moscoso y Fernández de Córdoba (m. 6 de enero de 1776), X conde de Altamira,[5] VII duque de Sanlúcar la Mayor, V de Atrisco,[10] VII de Medina de las Torres, XII de Sessa, X de Baena y X de Soma, XIV marqués de Astorga,[8] IX de Almazán, X de Poza, etc.

Casó el 21 de septiembre de 1749 con María de la Concepción de Guzmán y de la Cerda, hija de José de Guzmán y Guevara, VI conde de Montealegre, conde de Quintana del Marco, conde de Castronuevo, conde de los Arcos, XII conde de Oñate y conde de Villamediana, marqués de Campo Real y marqués de Guevara, y de su mujer María Felicha Fernández de Córdoba y Spínola. Le sucedió su hijo:
- Vicente Joaquín Osorio de Moscoso y Guzmán (m. 26 de agosto de 1816), XI conde de Altamira,[5] XV marqués de Astorga[8] y otros títulos.

Casó en primeras nupcias el 3 de abril de 1774 con María Ignacia Álvarez de Toledo y Gonzaga, hija de Antonio María José Álvarez de Toledo y Pérez de Guzmán el Bueno, X marqués de Villafranca del Bierzo y de María Dorotea Gonzaga y Caracciolo, hija a su vez de Francisco Gonzaga I duque de Solferino. En segundas nupcias, casó el 11 de diciembre de 1806 con María Magdalena Fernández de Córdoba y Ponce de León, hija de Joaquín Fernández de Córdoba III marqués de la Puebla de los Infantes. De su primer matrimonio, le sucedió su hijo Vicente:
- Vicente Isabel Osorio de Moscoso y Álvarez de Toledo (m. 31 de agosto de 1837), XII conde de Altamira, XVI marqués de Astorga,[8] y otros títulos.

Casó en primeras nupcias, el 12 de febrero de 1798, con María del Carmen Ponce de León y Carvajal, VIII marquesa del Águila, V condesa de Garcíez, hija de Antonio María Ponce de León Dávila y Carrillo de Albornoz, III duque de Montemar, VIII marqués de Castromonte, dos veces grande de España, VII marqués del Águila, V conde de Valhermoso, IV conde de Garcíez, y de María del Buen Consejo Carvajal y Gonzaga, hija de Manuel Bernardino de Carvajal y Zúñiga, VI duque de Abrantes, V duque de Linares, etc. Contrajo un segundo matrimonio el 14 de febrero de 1834 con María Manuela de Yanguas y Frías. Le sucedió su hijo del primer matrimonio:
- Vicente Pío Osorio de Moscoso y Ponce de León (m. 22 de febrero de 1864), XIII conde de Altamira, XVII marqués de Astorga[8] y otros títulos.[5]

Casó el 30 de junio de 1821 con María Luisa de Carvajal Vargas y Queralt, hija de José Miguel de Carvajal y Vargas, II duque de San Carlos, VI conde de Castillejo, IX conde del Puerto y de su segunda mujer María Eulalia de Queralt y de Silva, hija de Juan Bautista de Queralt, de Silva y de Pinós, VII conde de Santa Coloma, grande de España, y de María Luisa de Silva VII marquesa de Gramosa y XV condesa de Cifuentes.
- José María Osorio de Moscoso y Carvajal (Madrid, 12 de abril de 1828-Castillo de Cabra, Córdoba, 4 de noviembre de 1881), XIV conde de Altamira,[5] V duque de Montemar,[11] XVII duque de Sessa, XVIII marqués de Astorga,[8] X marqués del Águila, IX marqués de Aranda, XII marqués de San Román (antigua denominación), XIX conde de Trastámara, etc.

Casó el 10 de febrero, en el Palacio Real de Madrid, con Luisa Teresa de Borbón, infanta de España, hija de Francisco de Paula de Borbón, infante de España y Luisa Carlota de Borbón-Dos Sicilias. Le sucedió su hijo:
- Francisco de Asís Osorio de Moscoso y Borbón (Madrid, 16 de diciembre de 1847-18 de enero de 1924),[13]  XV conde de Altamira,[5] XVII duque de Sessa, XIX de Maqueda, VI de Montemar,[11] XI marqués del Águila y XXI conde de Trastámara.

Casó el 1 de diciembre de 1873 con María del Pilar Jordán de Urríes y Ruiz de Arana, hija de Juan Nepomuceno Jordán de Urríes y Salcedo, V marqués de Ayerbe, y de Juana Ruiz de Arana. Le sucedió su hijo:
- Francisco de Asís Osorio de Moscoso y Jordán de Urríes (1874-1952), XVI conde de Altamira desde 1924,[5] XVIII duque de Sessa, XX de Maqueda, XIX marqués de Astorga,[8] XII marqués del Águila, XXII conde de Trastamara.

Casó en primeras nupcias el 8 de agosto de 1897 con María de los Dolores de Reynoso y Queralt, XI condesa de Fuenclara, hija de Federico Reynoso y Muñoz de Velasco, VII marqués del Pico de Velasco de Angustina y de María del Pilar de Queralt y Bernaldo de Quirós, X condesa de Fuenclara. Contrajo un segundo matrimonio el 12 de octubre de 1909 con María de los Dolores de Taramona y Díez de Entresoto. Le sucedió su hijo del primer matrimonio;
- Gerardo Osorio de Moscoso y Reynoso (m. 28 de noviembre de 1936), XVII conde de Altamira,[5] IX marqués de Pico de Velasco de Angustina, XII conde de Fuenclara.

Casó el 2 de julio de 1928 con María del Consuelo de Castillejo y Wall, XII condesa de Fuente del Sauco. Sin descendientes. Le sucedió su sobrino, hijo de su hermana, María del Perpetuo Socorro Osorio de Moscoso y Reynoso, XXI marquesa de Maqueda, y de su esposo Leopoldo Barón y Torres:
- Leopoldo Barón y Osorio de Moscoso (1920-28 de agosto de 1974), XVIII conde de Altamira, XX duque de Sessa,[5] XI duque de Atrisco,[10] XII marqués de Leganés, marqués de Morata de la Vega, X marqués de Pico de Velasco de Angustina.

Casó con María Cristina Gavito y Jáuregui. Le sucedió su hijo:
- Gonzalo Barón y Gavito (n. 1948), XIX conde de Altamira,[14][15] XXI duque de Sessa,[16][5] XII duque de Atrisco,[10] XIII marqués de Leganés, XXI marqués de Astorga,[8][17] marqués de Morata de la Vega y marqués del Pico de Velasco de Angustina.

Casó con Susana Carral y Pinsón.